# 4-й окремий батальйон охорони ОВДО НГ (Україна)
4-й окремий батальйон охорони особливо важливих державних об'єктів (4 ОБ ОВДО, в/ч 3044) — підрозділ у складі Національної гвардії України. Забезпечує охорону Південноукраїнської атомної електростанції.

## Структура
- комендатура об'єкту
- 1-ша спеціальна комендатура
- 2-га спеціальна комендатура
- взвод спеціального призначення:
  - група охорони спеціальних вантажів;
  - група захоплення;
  - група вогневої підтримки;
  - відділення роботизованих комплексів розвідки[1]
- взвод бойового та матеріально-технічного забезпечення: 
  - кінологічна група
- взвод інженерно-технічного забезпечення та зв'язку:
  - відділення обслуговування ІТЗО
  - група документального зв’язку
- медичний пункт[2]

## Командування
- полковник Олег Худолій (2017)